# Beverly Naya
Beverly Naya (née Beverly Ifunaya Bassey) est une actrice nigériane d'origine britannique née le 17 avril 1989 à Londres.
En 2010, elle a remporté le prix du talent le plus prometteur lors des Best of Nollywood Awards. Elle a également remporté le prix de l'actrice la plus prometteuse lors des City People Entertainment Awards (en) 2011,.

## Biographie
Beverly Ifunaya Bassey est née à Londres, en Angleterre. Elle est le seul enfant de ses parents nigérians.
À 17 ans, Beverly commence à jouer la comédie tout en étudiant la philosophie, la psychologie et la sociologie à l'université Brunel. Elle a également étudié l'écriture de scénarios et la réalisation de films à l'université de Roehampton. Dans une interview accordée à BellaNaija, elle a expliqué qu'elle s'était installée au Nigeria en raison de la croissance rapide de Nollywood et des opportunités qu'elle offre aux acteurs en herbe. Dans une autre interview, Beverly a cité Ramsey Nouah et Genevieve Nnaji comme mentors.
En 2011, Naya a été nommée Fastest rising actress lors des City People Entertainment Awards (en) au Nigeria. Quand Encomium Magazine (en) lui a demandé pourquoi elle était retournée au Nigeria, elle a répondu :

« Après avoir obtenu mon diplôme universitaire, je savais que je voulais jouer, je savais que je voulais jouer, et à Londres, je pouvais tourner un film probablement une fois par an et c'est tout. Alors que dans cette industrie, je peux construire une marque, tourner des films plus souvent et recevoir un plus grand nombre de scénarios. C'est pour cette raison que j'ai décidé de revenir. »

## Filmographie

### Au cinéma
- 2009 : Guilty Pleasures : Bella
- 2010 : Home in Exile
- 2012 : Weekend Getaway : Angela
- 2013 : Alan Poza : Pride Eze
- 2013 : Forgetting June : Tobi
- 2013 : Stripped : Soledad
- 2014 : Brother's Keeper : Cassandra Okoro
- 2014 : Make a Move
- 2014 : Honeymoon Hotel
- 2014 : When Love Happens : Jennifer
- 2015 : In the Music
- 2015 : Bishop Jerry
- 2015 : Skinny Girl in Transit : Derin
- 2015 : The Mad Man I Love : Gladys
- 2016 : Suru l' ere (Patience Pays) : Omosigho
- 2016 : Fusion : Keji
- 2016 : Lamine : Lamine
- 2016 : Affairs of the Heart : Stella
- 2016 : The Arbitration : Chiamaka Sanni
- 2016 : The Wedding Party : Rosie
- 2017 : Something Wicked : Amira
- 2017 : Catch.er : Abby Bello
- 2017 : The Wedding Party 2: Destination Dubai : Rosie
- 2018 : The Eve : Yewande
- 2018 : Demon Inside : Evi
- 2018 : In Sickness and Health : Tinuke
- 2018 : Chief Daddy : Adaora
- 2019 : Skin : Beverly Naya (elle-même)
- 2019 : Jumbled : Jasmin
- 2019 : 2 Weeks in Lagos : Lola
- 2019 : Lockdown : Abigail
- 2019 : The Perfect Picture: Ten Years Later : Samantha Elliot
- 2020 : Believe in You : Lisa Wale
- 2020 : Across the Rising Sun : Naija
- 2020 : Cold Feet : Temi
- 2020 : Nneka the Pretty Serpent : Nkem Ojukwu
- 2022 : Chief Daddy 2: Going for Broke : Adaora
- 2022 : The One for Sarah : Sarah
- 2022 : Kofa : Franka
- 2022 : Palava! : Charlie
- 2023 : THE FAST LANE - Road to Dead End Part 2 : Shakira
- 2023 : THE FAST LANE - Hunt for Gold Mine Part 1 : Shakira

### À la télévision
- 2013 : Passport : Queeny (saison 1, épisodes 1-9)
- 2015 : Before 30 : Nkem (saison 1, épisode 8)

## Récompenses et nominations

### Récompenses
- 2010 : Best of Nollywood Awards (Most Promising Talent)[1],[2]
- 2011 : Africa Magic Viewers' Choice Awards (Fast Rising Actress)
- 2018 : Festival international du film de Toronto (Best Actress) pour le film Demon Inside
- 2018 : Forbes 30 under 30 Africa (Best Actress and Entrepreneur)[7]
- 2020 : Africa Magic Viewers' Choice Awards (Best Documentary) pour le filmSkin

### Nominations
- 2014 : ELOY Awards (en) (TV Actress of the Year)[8]
- 2016 : Africa Magic Viewers' Choice Awards (Best Supporting Actress)[9]